# Замок Короля Джона (Лаут)

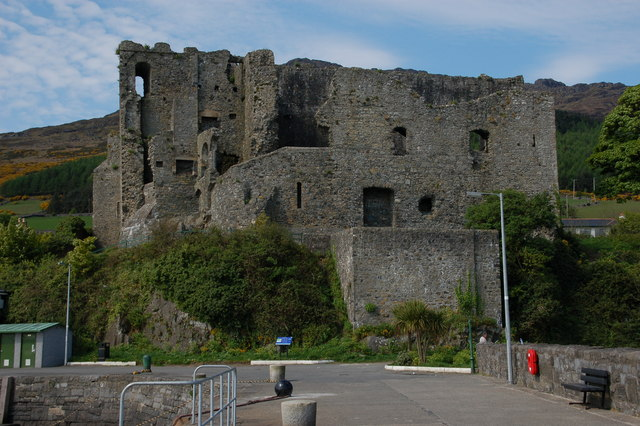
Замок Короля Джона.

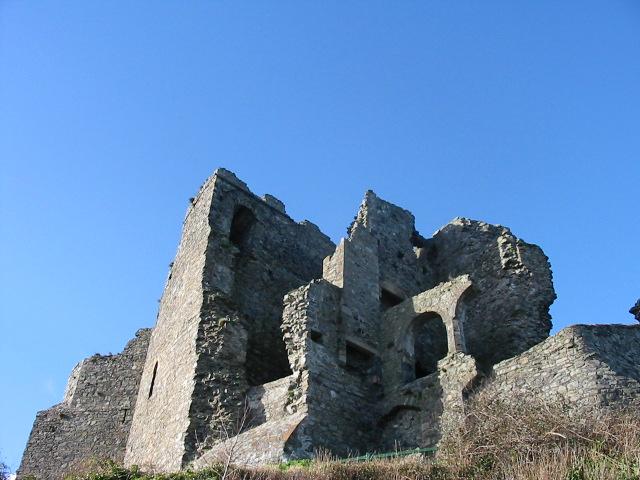
Стіна замку Короля Джона.

Замок Короля Джона (англ. King John's Castle, Carlingford Castle, ірл. Caisleán Chairlinn) — замок Карлінгфорд, замок Харлінн — один із замків Ірландії, розташований в Карлінгфорді, графство Лаут, біля затоки Карлінгфорд, на берегах озера Карлінгфорд-Лох. Нині цей замок є пам'яткою історії та архітектури Ірландії національного значення. Нині замок лежить в руїнах.

## Історія замку Короля Джона
Замок був побудований наприкінці ХІІ століття після агло-норманського завоювання Ірландії феодалом Х'ю де Лейсі — лордом Міт. Замок отримав свою назву після того, як король Джон Безземельний — король Англії, лорд Ірландії ніби то за три дні перебудував замок в 1210 році під час свого походу в Ірландію, коли він вдерся в Ольстер, щоб відібрати владу в непокірного Х'ю де Лейсі — І графа Ольстер. Місцева легенда стверджує, що саме в цьому замку король Джон Безземельний в 1215 році підписав документ Магна Карта — Хартію вольностей, що заклала основу структури англійської держави та парламентаризму. Є дані про те, що замок будував Ральф Пеппер в 1204 році.
У 1261 році було добудоване східне крило замку. У 1326 році володарем замку став Джеффрі ле Блаунд. У 1388 році каштеляном замку став Едмон Лаундрес. У 1400 році каштеляном замку став Стівен Гернон. У 1596 році під час Дев'ятирічної війни за незалежність Ірландії замок спробував взяти штурмом Генрі Мак Шейн О'Ніл — борець за свободу Ірландії. Але невдало.
Під час повстання за незалежність Ірландії 1640—1652 років замок контролювала Ірландська конфедерація. Замок кілька разів переходив з рук в руки і був ареною боїв. У 1642 році замок захопив сер Генрі Тічборн — ІІІ баронет Тічборн, англійський протестант, прибічник парламенту. У 1649 році замок захопив Муроу О'Браєн — І граф Інчікін, ватажок ірландських католиків. У 1650 році замок захопив Чарльз Кут — І граф Мауррат. Під час так званих Вільямітських (Якобітських) війн між католиками і протестантами в 1689 році замок захопили католики — прихильники скинутого короля Якова ІІ. Замок використовувався як шпиталь Вільямом Фрідріхом Шомбергом — І герцогом Шомбергом перед битвою на річці Бойн, що закінчилась катастрофою для Ірландії.

## Особливості архітектури
Замок Короля Джона — це фортеця D-подібного типу. Товщина стін до 6 футів. На західному крилі були ворота, захищені баштою, була квадратна флангова башта. Стіни мають глибокі амбразури з вузькими бійницями. На східному крилі є великий прямокутний зал, що мав два поверхи та підземелля.